# Danuta Straszyńska

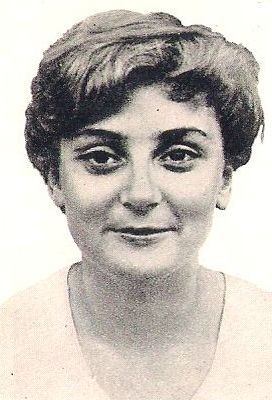
Danuta Straszynska

Danuta Straszyńska (Danuta Julia Straszyńska, verheiratete Kossek; * 4. Februar 1942 in Ostrowiec Świętokrzyski) ist eine ehemalige polnische Hürdenläuferin und Sprinterin.
1965 siegte sie bei der Universiade über 80 Meter Hürden. Bei den Europameisterschaften 1966 in Budapest gewann sie in der 4-mal-100-Meter-Staffel und wurde Siebte über 80 Meter Hürden.
1968 wurde sie bei den Olympischen Spielen in Mexiko-Stadt Sechste über 80 Meter Hürden und schied in der 4-mal-100-Meter-Staffel im Vorlauf aus.
1971 wurde sie bei den Halleneuropameisterschaften in Sofia Fünfte über 60 Meter Hürden und bei den Europameisterschaften in Helsinki Vierte über 100 Meter Hürden.
Bei den Olympischen Spielen 1972 in München kam sie über 100 Meter Hürden auf den sechsten Platz.
1971 und 1972 wurde sie Polnische Meisterin über 100 Meter Hürden und 1971 über 200 Meter Hürden. 1966 wurde sie Englische Meisterin über 80 Meter Hürden.

## Persönliche Bestzeiten
- 100 m: 11,3 s, 17. August 1972, Warschau
- 80 m Hürden: 10,60, 18. Oktober 1968, Mexiko-Stadt
- 100 m Hürden: 12,91 s, 7. September 1972, München (handgestoppt: 12,7 s, 28. Juni 1972, Warschau)